# Nexus 4
Nexus 4 (znany również jako LG E960) – smartfon firmy Google, wyprodukowany przez LG Electronics. Premiera odbyła się 13 listopada 2012 roku.

## Opis[1]

### Ekran
Wyświetlacz modelu to LCD typu True HD IPS Plus o rozdzielczości 1280×768 pikseli i przekątnej 4,7 cala.

### Procesor
Jednostka obliczeniowa modelu to czterordzeniowy procesor Qualcomm Snapdragon S4 Pro APQ8064 bazujący na rdzeniach Krait, o taktowaniu 1,5 GHz. Razem z tym procesorem, w układzie SoC pracuje układ graficzny (GPU) Adreno 320.

### Pamięć
Telefon ma 8 GB lub 16 GB pamięci wewnętrznej flash (NAND), posiada także 2 GB pamięci LPDDR2 RAM.

### Komunikacja
Nexus 4 posiada łączność IEEE 802.11 (Wi-Fi) w standardach a/b/g/n. Urządzenie wyposażono także w Bluetooth w wersji 4.0 oraz system NFC (Near Field Communication). Posiada także GPS (z AGPS), oraz złącze microUSB czy gniazdo słuchawkowe 3,5 mm

### Bateria
Nexus 4 posiada baterię Li-Po o pojemności 2100 mAh. Maksymalna żywotność baterii podczas rozmów to 10 h, a maksymalny czas czuwania to 10,4 dni.

### Aparat
Posiada dwa aparaty. Przedni; o rozdzielczości 1,3 Mpx oraz tylny (główny) z matrycą 8 Mpx; można nagrywać nim filmy w rozdzielczości 1080 pikseli.

### System
Telefon wyposażony jest w system Android w wersji 4.2 Jelly Bean. W lipcu 2013 ukazała się aktualizacja systemu do wersji 4.3 Jelly Bean, natomiast w listopadzie 2013 ukazała się aktualizacja do wersji 4.4 KitKat. W listopadzie 2014 ukazała się aktualizacja do wersji 5.0 Lollipop.

### Funkcje
Telefon pozwala na korzystanie z usług Google takich jak np.:
- Google Play
- Google Now
- Google+
- Gmail
- Kalendarz Google
- Dysk Google
- Google Talk
- Wyszukiwarka Google
- Google Beam
- Google Wallet
- Google Maps
- Google Earth
- Picasa
- YouTube

## Cena
W internetowym sklepie Google Play Store US wynosiła 199$ za wersję 8 GB oraz 249$ za 16 GB. Cena sugerowana w Polsce z dystrybucji LG to 1879 zł za wersję 16 GB.

## Problemy

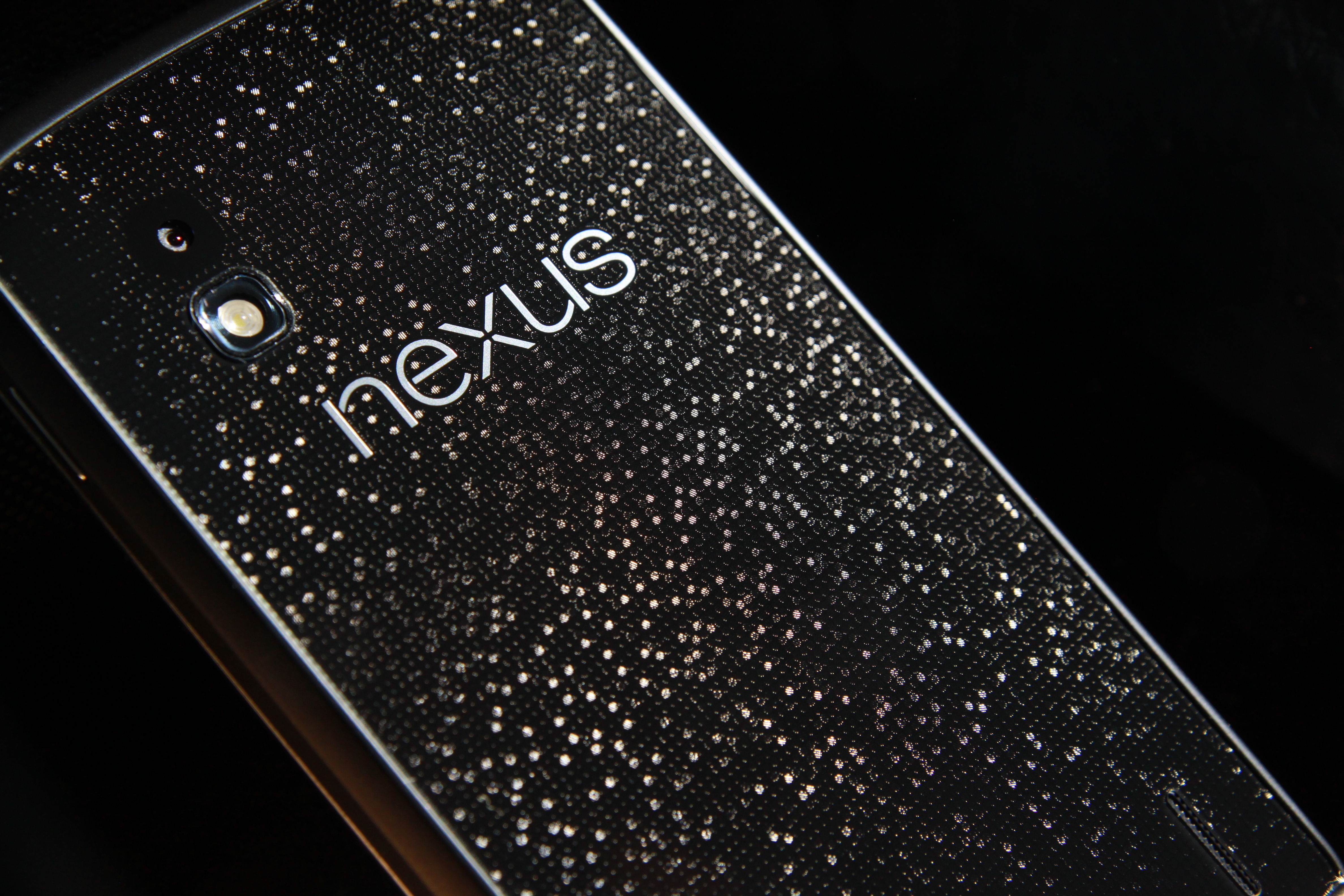
Tylna część obudowy Nexusa 4 mieni się pod światło.

Użytkownicy zgłaszają częste restarty i niestabilność, bardzo szybkie rozładowywanie baterii, długi czas ładowania, niedopracowane widgety i aplikację aparatu, brak grudnia w aplikacji kontakty przy dodawaniu urodzin z kalendarza. Problemy z Bluetooth, długim czasem ładowania i brakiem grudnia w kalendarzu zostały wyeliminowane aktualizacją Android do wersji 4.2.1
Pojawiły się również problemy z przegrzewaniem i throttlingiem. Dostępna jest nieoficjalna łatka od developerów z XDA, ale Google nie udostępniło jak dotąd oficjalnej aktualizacji która by likwidowała problem.
Ponadto okazało się, że szklana obudowa łatwo pęka.
Po aktualizacji do 4.3 wielu użytkowników zgłasza problemy z aplikacjami, dotykiem, multitouch, przegrzewanie, spowolnienie działania, battery drain, boot loop itd. Rozwiązaniem dla tych wszystkich problemów jest wyłącznie wykonanie twardego resetu, co pozwala przywrócić telefon do stanu fabrycznego. Sporą zmianę odczują ci, którzy zaktualizują Android do wersji 4.4. Poprawia się m.in. czas działania na baterii.